# Liga de Campeones Árabe 2006-07
La Liga de Campeones Árabe 2006-07 es la 23.ª edición de este torneo de fútbol a nivel de clubes del Mundo Árabe organizado por la UAFA y que contó con la participación de 32 equipos representantes de África del Norte, Medio Oriente y África del Este.
El ES Sétif de Argelia venció en la final a Al-Faisaly de Jordania para ganar el título por primera ocasión.

## Primera Ronda
| Equipo 1             | Agr.         | Equipo 2              | Ida  | Vuelta |
| -------------------- | ------------ | --------------------- | ---- | ------ |
| Al-Tilal Aden        | 1-2          | MC Alger              | 0-0  | 1-2    |
| Raja Casablanca      | 14-0         | Al-Markaz Tulkarem    | 8-0  | 6-0    |
| Al-Nasr              | 21-1         | SID                   | 12-1 | 9-0    |
| Al Ahli              | 3-3 (3-4 p.) | Al Kuwait Kaifan      | 1-2  | 2-1    |
| Al Ahli              | 2-3          | Shabab Al-Ordon       | 0-2  | 2-1    |
| Ismaily SC           | 6-2          | Arbil                 | 2-0  | 4-2    |
| ENPPI                | 4-1          | Al-Jaish              | 3-1  | 1-0    |
| Al-Merreikh Omdurmán | 2-3          | ES Sétif              | 2-0  | 0-3    |
| Zamalek SC           | 3-2          | CODM Meknès           | 1-0  | 2-2    |
| Al Ahli              | 1-2          | CA Bordj Bou Arréridj | 1-0  | 0-2    |
| Al Ahli              | 0-0 (9-8 p.) | US Monastir           | 0-0  | 0-0    |
| Al-Ittihad           | 8-2          | Al-Nahda              | 4-0  | 4-2    |
| Club Africain        | 6-1          | Al-Wahda Damasco      | 3-0  | 3-1    |
| ASC Nasr de Sebkha   | 1-2          | Al-Faisaly            | 0-0  | 1-2    |
| Al-Ittihad           | 4-4 (3-0 p.) | Olympique Khouribga   | 3-1  | 1-3    |
| Al Qadsia Kuwait     | 5-2          | Al Ansar              | 2-1  | 3-1    |

## Segunda Ronda
| Equipo 1              | Agr.         | Equipo 2         | Ida | Vuelta |
| --------------------- | ------------ | ---------------- | --- | ------ |
| ENPPI                 | 2-2(a)       | Al-Faisaly       | 2-1 | 0-1    |
| CA Bordj Bou Arréridj | 0-0 (5-3 p.) | Ismaily          | 0-0 | 0-0    |
| Al Ahli               | (a)4-4       | Raja Casablanca  | 1-1 | 3-3    |
| ES Sétif              | 5-4          | Al-Ittihad       | 4-1 | 1-3    |
| Zamalek SC            | 1-1 (4-1 p.) | Al-Ittihad       | 1-0 | 0-1    |
| Al-Nasr               | 4-3          | MC Alger         | 2-1 | 2-2    |
| Shabab Al-Ordon       | 3-4          | Al Kuwait Kaifan | 2-2 | 1-2    |
| Al Qadsia Kuwait      | 2-1          | Club Africain    | 1-0 | 1-1    |

## Fase de grupos

### Grupo A
| Club                  | J | G | E | P | GF | GC | GD  | Pts |
| --------------------- | - | - | - | - | -- | -- | --- | --- |
| Zamalek SC            | 6 | 3 | 2 | 1 | 10 | 7  | +3  | 11  |
| Al Ahli               | 6 | 3 | 1 | 2 | 12 | 5  | +7  | 10  |
| CA Bordj Bou Arréridj | 6 | 2 | 2 | 2 | 7  | 8  | -1  | 8   |
| Al Qadsia Kuwait      | 6 | 1 | 1 | 4 | 7  | 17 | -10 | 4   |

| Equipo 1              | Equipo 2              | Casa | Visita |
| --------------------- | --------------------- | ---- | ------ |
| Zamalek SC            | CA Bordj Bou Arréridj | 2-2  | 1-0    |
| Al-Ahli               | Al Qadsia Kuwait      | 6-0  | 3-1    |
| CA Bordj Bou Arréridj | Al-Ahli               | 1-0  | 1-2    |
| Al Qadsia Kuwait      | Zamalek SC            | 2-1  | 2-4    |
| Zamalek SC            | Al-Ahli               | 1-0  | 1-1    |
| Al Qadsia Kuwait      | CA Bordj Bou Arréridj | 1-1  | 1-2    |

### Grupo B
| Club             | J | G | E | P | GF | GC | GD | Pts |
| ---------------- | - | - | - | - | -- | -- | -- | --- |
| ES Sétif         | 6 | 3 | 2 | 1 | 4  | 2  | +2 | 11  |
| Al-Faisaly       | 6 | 3 | 1 | 2 | 4  | 4  | 0  | 10  |
| Al-Nasr          | 6 | 3 | 0 | 3 | 9  | 5  | +4 | 9   |
| Al Kuwait Kaifan | 6 | 1 | 1 | 4 | 1  | 7  | -6 | 4   |

| Equipo 1         | Equipo 2         | Casa | Visita |
| ---------------- | ---------------- | ---- | ------ |
| Al Kuwait Kaifan | Al-Faisaly       | 0-1  | 1-0    |
| Al-Nasr          | ES Sétif         | 1-2  | 0-1    |
| Al-Faisaly       | Al-Nasr          | 1-0  | 1-3    |
| ES Sétif         | Al Kuwait Kaifan | 0-0  | 1-0    |
| Al-Nasr          | Al Kuwait Kaifan | 3-0  | 2-0    |
| Al-Faisaly       | ES Sétif         | 1-0  | 0-0    |

## Semifinales
| Equipo 1   | Agr. | Equipo 2 | Ida | Vuelta |
| ---------- | ---- | -------- | --- | ------ |
| Al-Faisaly | 2–1  | Zamalek  | 0–0 | 2–1    |
| Al-Ahli    | 1–2  | ES Sétif | 1–0 | 0–2    |

## Final
| Equipo 1 | Agr. | Equipo 2   | Ida | Vuelta |
| -------- | ---- | ---------- | --- | ------ |
| ES Sétif | 2–1  | Al-Faisaly | 1–1 | 1–0    |

## Campeón
| Liga de Campeones Árabe 2006-07 |
| ------------------------------- |
| Bandera de Argelia              |
| ES Sétif 1º Título              |